# Sint-Firminuskerk (Richelle)

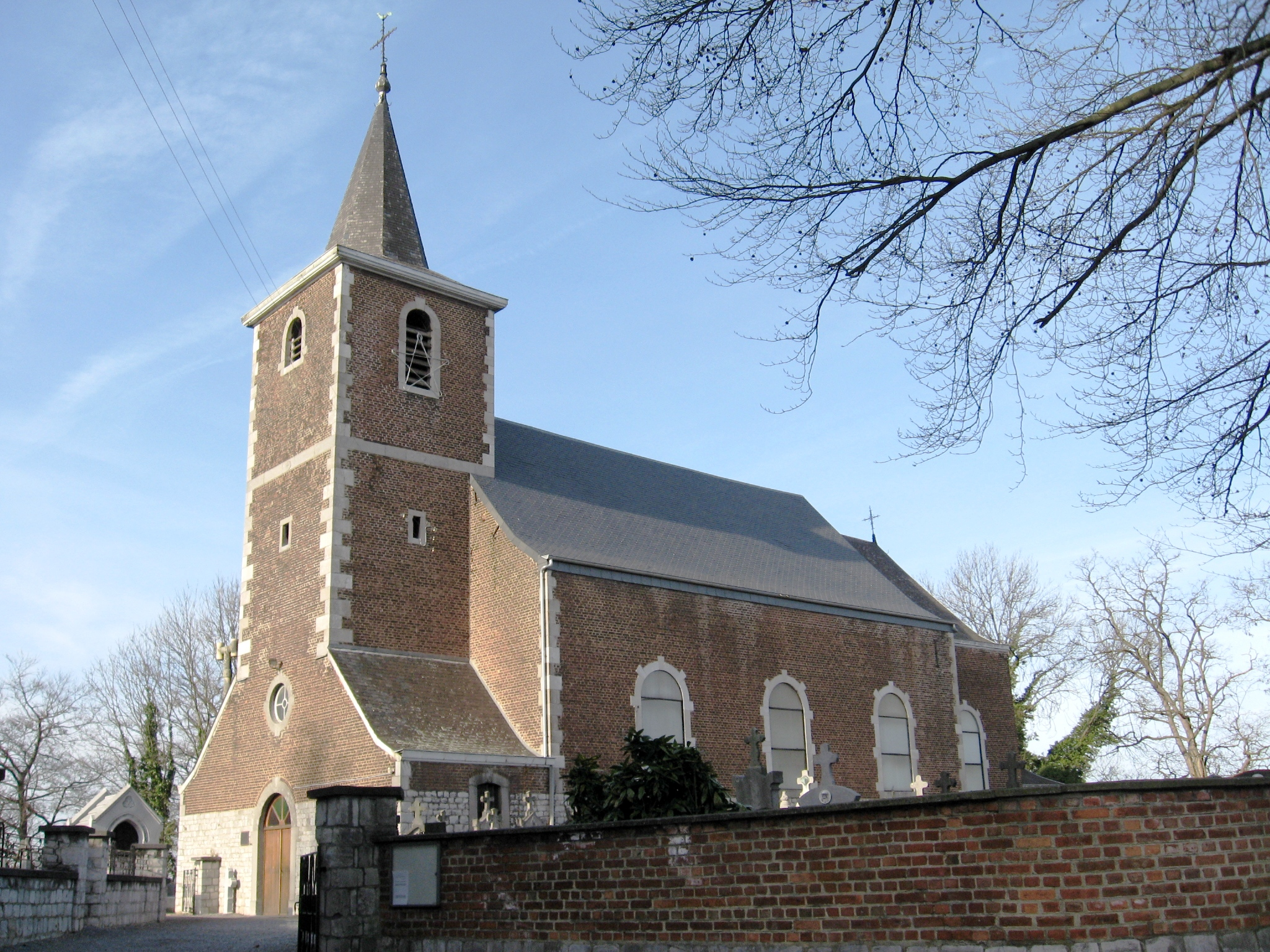
Sint-Firminuskerk

De Sint-Firminuskerk (Frans: Église Saint-Firmin) is een kerkgebouw te Richelle, gelegen aan Place Cour de Justice.
De kerk werd gebouwd in 1777 in classicistische stijl. Het is een bakstenen kerk met natuurstenen hoekbanden en gevelomlijstingen. De voorgebouwde vierkante toren is voorzien van een achtkante spits.
Op het kerkhof dat de kerk omringt zijn enkele oude grafkruisen te vinden.
Het orgel is sedert 1974 geklasseerd als monument.